# Sjabrinskij Biologitjeskij Zakaznik
Sjabrinskij Biologitjeskij Zakaznik (ryska: Шабринский Биологический Заказник) är ett naturreservat i Belarus.   Det ligger i voblasten Homels voblast, i den östra delen av landet, 300 km sydost om huvudstaden Minsk.
I omgivningarna runt Sjabrinskij Biologitjeskij Zakaznik växer i huvudsak blandskog. Runt Sjabrinskij Biologitjeskij Zakaznik är det ganska glesbefolkat, med 31 invånare per kvadratkilometer.